# Gronard
Gronard est une commune française située dans le département de l'Aisne, en région Hauts-de-France.

## Géographie

### Localisation
Gronard se situe en Thiérache dans une plaine élevée, à 37 km au nord-est de Laon et 6 au sud de Vervins.

### Hydrographie
La commune est située dans le bassin Seine-Normandie. Elle est drainée par la rivière Brune, le cours d'eau 01 de la commune de Burelles et le cours d'eau 01 de la commune de Prisces,,.
La Brune, d'une longueur de 37 km, prend sa source dans la commune de Brunehamel et se jette  dans le Vilpion à Thiernu, après avoir traversé 20 communes.

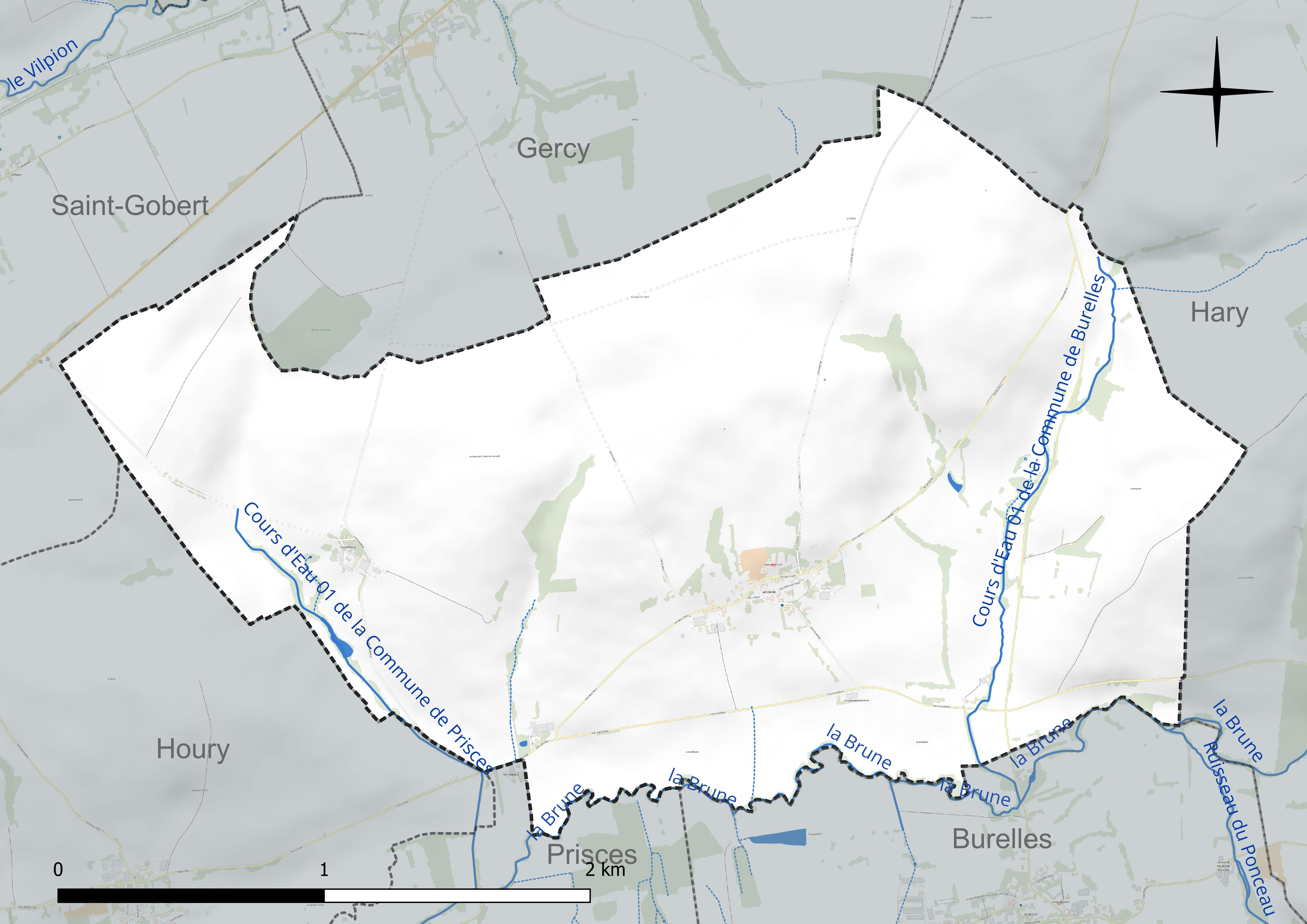
Réseau hydrographique de Gronard.

### Climat
Pour des articles plus généraux, voir Climat des Hauts-de-France et Climat de l'Aisne.
En 2010, le climat de la commune est de type climat océanique dégradé des plaines du Centre et du Nord, selon une étude du CNRS s'appuyant sur une série de données couvrant la période 1971-2000. En 2020, Météo-France publie une typologie des climats de la France métropolitaine dans laquelle la commune est exposée à un climat océanique altéré et est dans la région climatique Nord-est du bassin Parisien, caractérisée par un ensoleillement médiocre, une pluviométrie moyenne régulièrement répartie au cours de l'année et un hiver froid (3 °C).
Pour la période 1971-2000, la température annuelle moyenne est de 10 °C, avec une amplitude thermique annuelle de 15 °C. Le cumul annuel moyen de précipitations est de 823 mm, avec 12,8 jours de précipitations en janvier et 9,7 jours en juillet. Pour la période 1991-2020, la température moyenne annuelle observée sur la station météorologique la plus proche, située sur la commune de Fontaine-lès-Vervins à 7 km à vol d'oiseau, est de 10,5 °C et le cumul annuel moyen de précipitations est de 826,3 mm,. Pour l'avenir, les paramètres climatiques de la commune estimés pour 2050 selon différents scénarios d'émission de gaz à effet de serre sont consultables sur un site dédié publié par Météo-France en novembre 2022.

## Urbanisme

### Typologie
Au 1er janvier 2024, Gronard est catégorisée commune rurale à habitat dispersé, selon la nouvelle grille communale de densité à 7 niveaux définie par l'Insee en 2022.
Elle est située hors unité urbaine. Par ailleurs la commune fait partie de l'aire d'attraction de Vervins, dont elle est une commune de la couronne,. Cette aire, qui regroupe 21 communes, est catégorisée dans les aires de moins de 50 000 habitants,.

### Occupation des sols
L'occupation des sols de la commune, telle qu'elle ressort de la base de données européenne d'occupation biophysique des sols Corine Land Cover (CLC), est marquée par l'importance des territoires agricoles (96,4 % en 2018), une proportion identique à celle de 1990 (96,4 %). La répartition détaillée en 2018 est la suivante : 
terres arables (78,4 %), prairies (18 %), zones urbanisées (3,6 %).
L'évolution de l'occupation des sols de la commune et de ses infrastructures peut être observée sur les différentes représentations cartographiques du territoire : la carte de Cassini (XVIIIe siècle), la carte d'état-major (1820-1866) et les cartes ou photos aériennes de l'IGN pour la période actuelle (1950 à aujourd'hui).

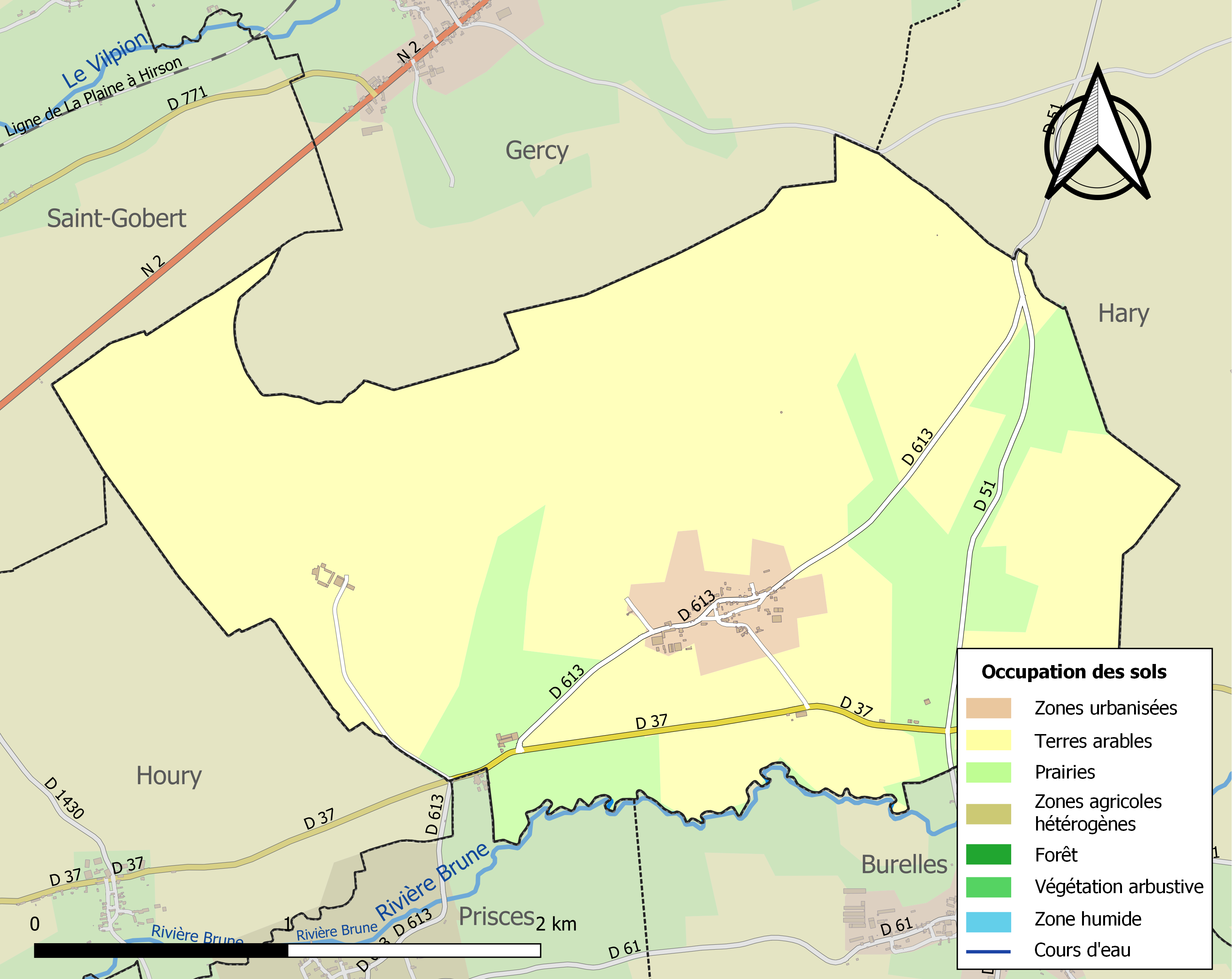
Carte de l'occupation des sols de la commune en 2018 (CLC).

## Toponymie
Le nom de la localité est attesté sous les formes Gronnars en l'an 1230 (cartulaire de l'Abbaye de Foigny) ; Gronnart en 1251 (charte de l'abbaye Saint Martin de Laon) ; Gronart en 1288 (cartulaire de l'abb. de Thenailles, f° 11) ; Gronnar en 1668 (bailliage de Marfontaine) ; Grosnart en 1678 ;
paroisse de Saint-Théodulfe-de-Gronart en 1687 (archives communales de Gronard).
Il semble s'agir d'un anthroponyme germanique employé absolument, composé en -hard, dont le premier élément est Gron-.

## Histoire
|  |

Toponymie 

Le village apparaît pour la première fois en 1230 sous l'appellation de Gronnard dans un cartulaire de l'abbaye de Foigny. Contrairement à beaucoup d'autres villages, la prononciation restera toujours la même; seule l'orthographe variera  ensuite un peu Gronnart, Gronart, Gronnar, Grosnart et enfin l'orthographe actuelle Gronard sur la carte de Cassini vers 1750.
 

Au VIe siècle, l'emplacement de Gronard n'était qu'un désert où vint se retirer saint Théodulphe, vulgairement appelé saint Thiou. Le village ne se forma que beaucoup plus tard, car il semble résulter d'une charte de Philippe, comte de Flandres et de Vermandois, par laquelle il donna en 1174, à l'abbaye d'Isle de Saint-Quentin, son moulin de Gronard pour un cens de 100 muids de froment, mesure de cette ville, qu'il n'y avait pas alors en ce lieu autre chose que ce moulin.

Pour hâter la croissance des enfants, on les plongeait dans une fontaine que ce saint aurait fait jaillir de terre avec son bâton.
Les églises fortifiées de Thiérache 

Lors de la Guerre franco-espagnole de 1635 à 1659, les villages de la région furent constamment ravagés aussi bien par les troupes françaises qu'étrangères. C'est à cette époque que les villages de Thiérache, comme Gronard, transforment leur clocher en forteresse pour permettre aux habitants de s'y réfugier en cas d'attaque.
 

Carte de Cassini

La carte de Cassini montre qu'au XVIIIe siècle, Gronard est une paroisse avec son église.

A l'ouest, la ferme du Grand Rieux (littéralement Grand Ruisseau), déjà nommée en 1147 sous l'appellation de Grandis-Rivus toujours présente de nos jours, est représentée avec son ruisseau.
Une fabrique de briques en terre cuite était en activité dans le village en 1877

Une monographie sur le village, consultable sur le site des Archives Départementales de l'Aisne, a été écrite en 1883 par M. Lalbalétrier.
Première Guerre mondiale

Le 30 août 1914, soit moins d'un mois après la déclaration de la guerre, le village est occupé par les troupes allemandes après la défaite de l'armée française lors de la bataille de Guise. Pendant toute la guerre, Burelles restera loin du front qui se stabilisera à environ 150 km à l'est aux alentours de Péronne. Les habitants vivront sous le joug des Allemands : réquisitions de logements, de matériel, de nourriture, travaux forcés.
Ce n'est que le 6 novembre 1918 que les Allemands seront chassés du village par le 2e Régiment des Chasseurs d'Afrique.

### Seigneurs connus de Gronard[19]
1202 : Guillaume, chevalier de Gronard (femme Cécilie, petit enfant, Jean).

1208 : Raoul de Gronard. Il semble avoir été frère d'Adam de Buironfosse.

1223 : Colin de Gronard ?

## Politique et administration

### Découpage territorial

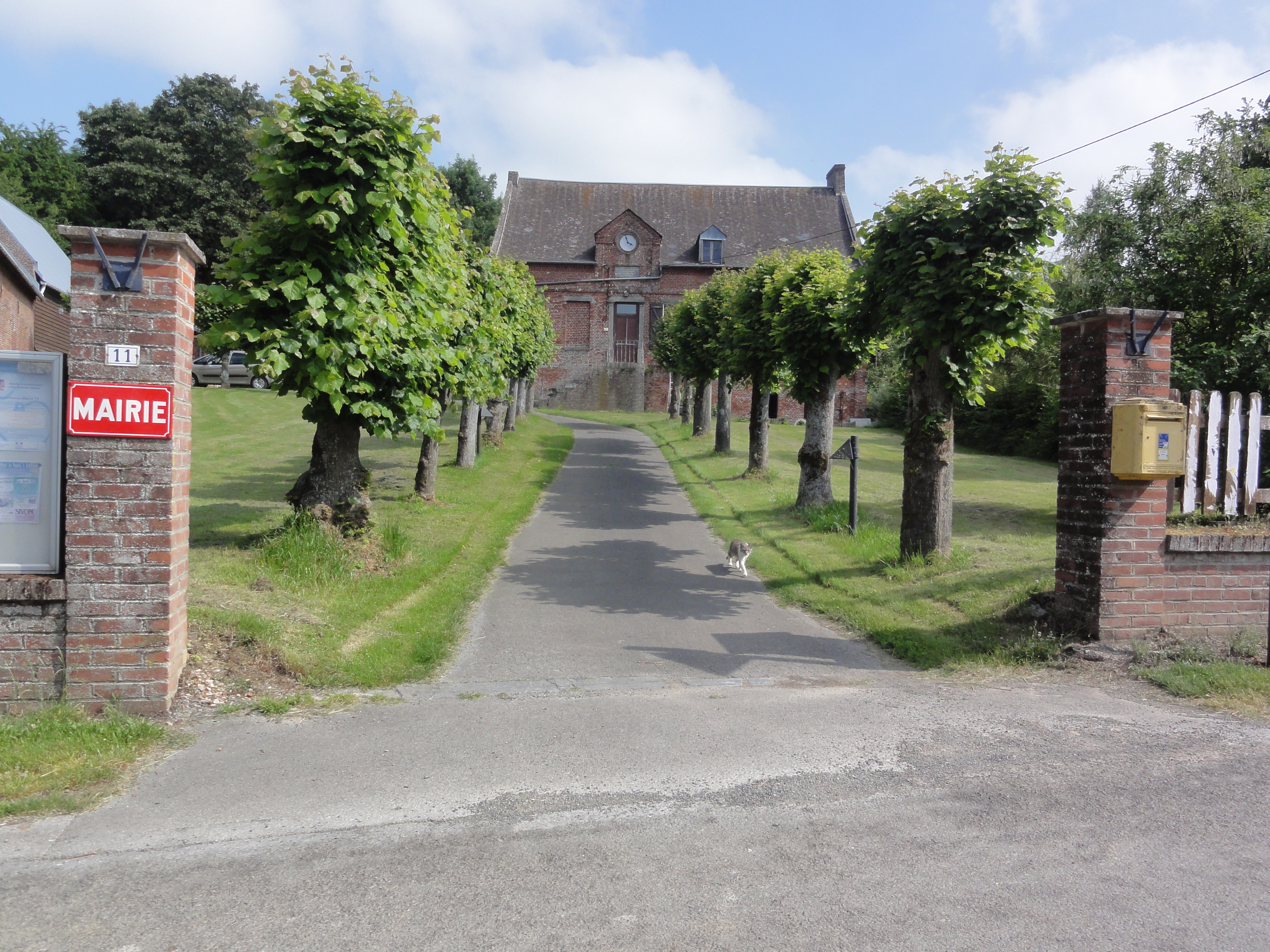
L'ancienne mairie.

La commune de Gronard est membre de la communauté de communes de la Thiérache du Centre, un établissement public de coopération intercommunale (EPCI) à fiscalité propre créé le 31 décembre 1992 dont le siège est à La Capelle. Ce dernier est par ailleurs membre d'autres groupements intercommunaux.
Sur le plan administratif, elle est rattachée à l'arrondissement de Vervins, au département de l'Aisne et à la région Hauts-de-France. Sur le plan électoral, elle dépend du  canton de Vervins pour l'élection des conseillers départementaux, depuis le redécoupage cantonal de 2014 entré en vigueur en 2015, et de la troisième circonscription de l'Aisne  pour les élections législatives, depuis le dernier découpage électoral de 2010.

### Administration municipale
Le nombre d'habitants de la commune étant inférieur à 100, le nombre de membres du conseil municipal est de 7.

#### Liste des maires
| Période                                  | Période                       | Identité          | Étiquette | Qualité                                                           |
| ---------------------------------------- | ----------------------------- | ----------------- | --------- | ----------------------------------------------------------------- |
| Les données manquantes sont à compléter. |                               |                   |           |                                                                   |
| 1971                                     | 1989                          | François Pamart   |           | Agriculteur - décédé en 2000                                      |
| Les données manquantes sont à compléter. |                               |                   |           |                                                                   |
| 1990                                     | 2008                          | Paul Bertrand     |           | Agriculteur à la retraite                                         |
| mars 2008                                | mai 2020                      | Christian Vanneau | DVG       | Directeur commercial à la retraite Réélu pour le mandat 2014-2020 |
| mai 2020                                 | En cours (au 12 juillet 2020) | Alexis de Wever   |           |                                                                   |

## Démographie
L'évolution du nombre d'habitants est connue à travers les recensements de la population effectués dans la commune depuis 1793. Pour les communes de moins de 10 000 habitants, une enquête de recensement portant sur toute la population est réalisée tous les cinq ans, les populations de référence des années intermédiaires étant quant à elles estimées par interpolation ou extrapolation. Pour la commune, le premier recensement exhaustif entrant dans le cadre du nouveau dispositif a été réalisé en 2007.

En 2022, la commune comptait 61 habitants, en évolution de −17,57 % par rapport à 2016 (Aisne : −1,97 %, France hors Mayotte : +2,11 %).
| 1793 | 1800 | 1806 | 1821 | 1831 | 1836 | 1841 | 1846 | 1851 |
| ---- | ---- | ---- | ---- | ---- | ---- | ---- | ---- | ---- |
| 265  | 254  | 236  | 284  | 243  | 260  | 274  | 285  | 259  |

| 1856 | 1861 | 1866 | 1872 | 1876 | 1881 | 1886 | 1891 | 1896 |
| ---- | ---- | ---- | ---- | ---- | ---- | ---- | ---- | ---- |
| 225  | 253  | 258  | 266  | 255  | 234  | 233  | 201  | 175  |

| 1901 | 1906 | 1911 | 1921 | 1926 | 1931 | 1936 | 1946 | 1954 |
| ---- | ---- | ---- | ---- | ---- | ---- | ---- | ---- | ---- |
| 150  | 138  | 137  | 136  | 121  | 106  | 87   | 99   | 110  |

| 1962 | 1968 | 1975 | 1982 | 1990 | 1999 | 2006 | 2007 | 2012 |
| ---- | ---- | ---- | ---- | ---- | ---- | ---- | ---- | ---- |
| 102  | 108  | 85   | 85   | 79   | 78   | 75   | 75   | 75   |

| 2017 | 2022 | - | - | - | - | - | - | - |
| ---- | ---- | - | - | - | - | - | - | - |
| 73   | 61   | - | - | - | - | - | - | - |

## Lieux et monuments
- Église Saint-Théodulphe, église fortifiée des XIe et XVIe siècles, classée monument historique depuis 1995. L'église Saint-Théodulphe est fortifiée au XVIe : chœur et transept en pierre blanche, nef de brique, donjon flanqué de deux tours circulaires, portail plein cintre, dessins de briques vitrifiées, meurtrières. Reliques de saint Thiou (ou Théodulphe).
- Fontaine de dévotion de saint Thiou.
- Lavoir.
- Croix de chemin.

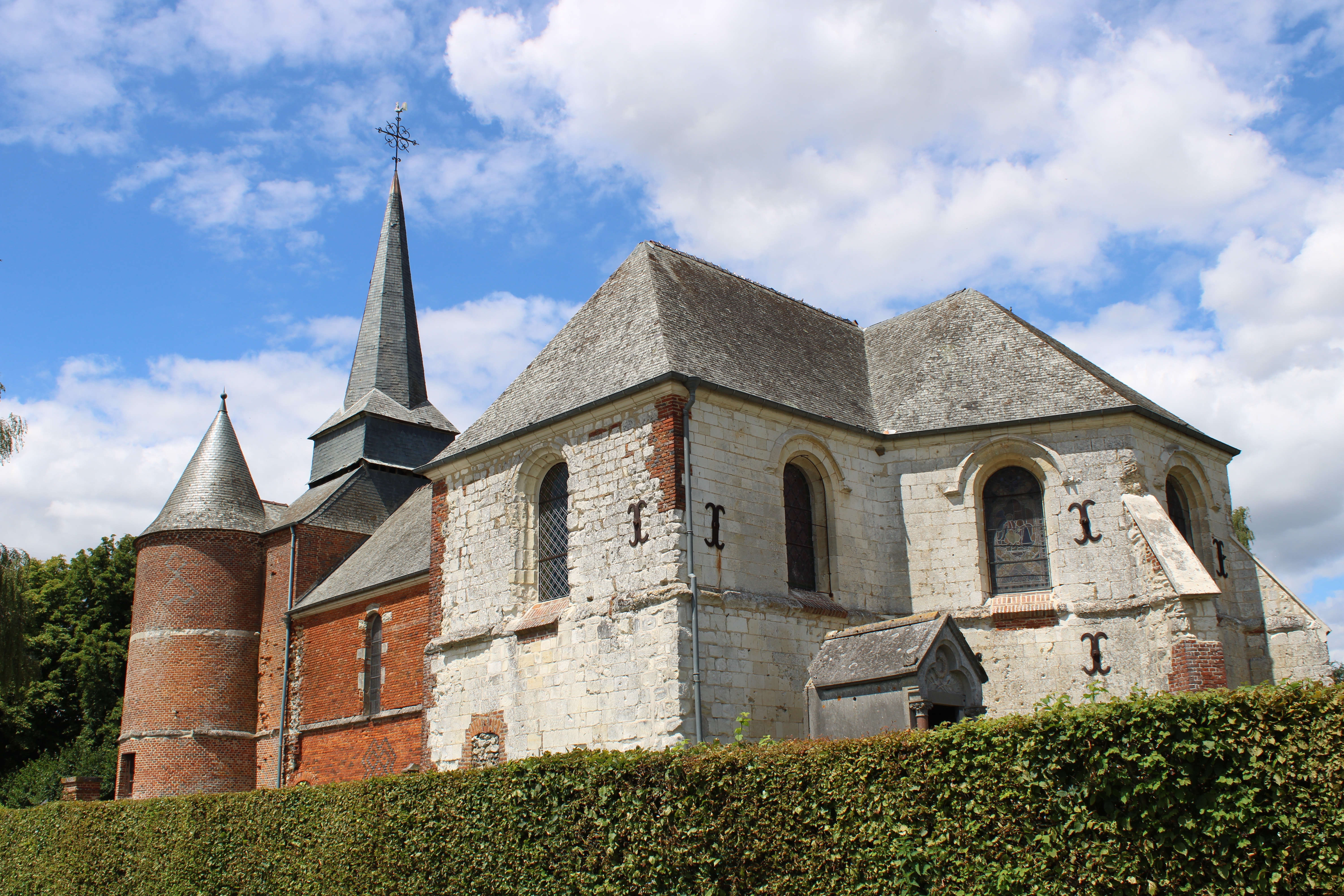
L'église fortifiée.
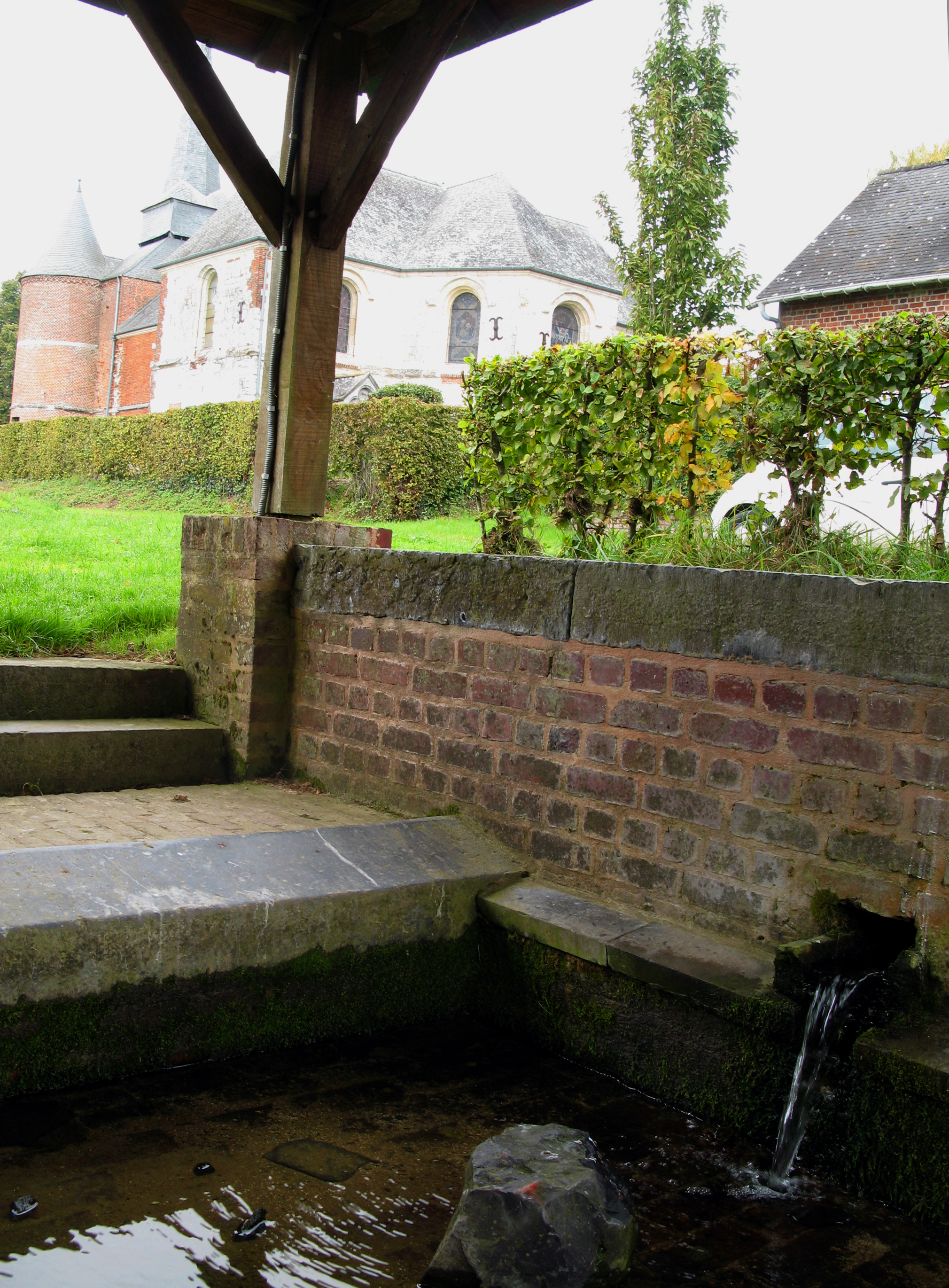
Lavoir et église.
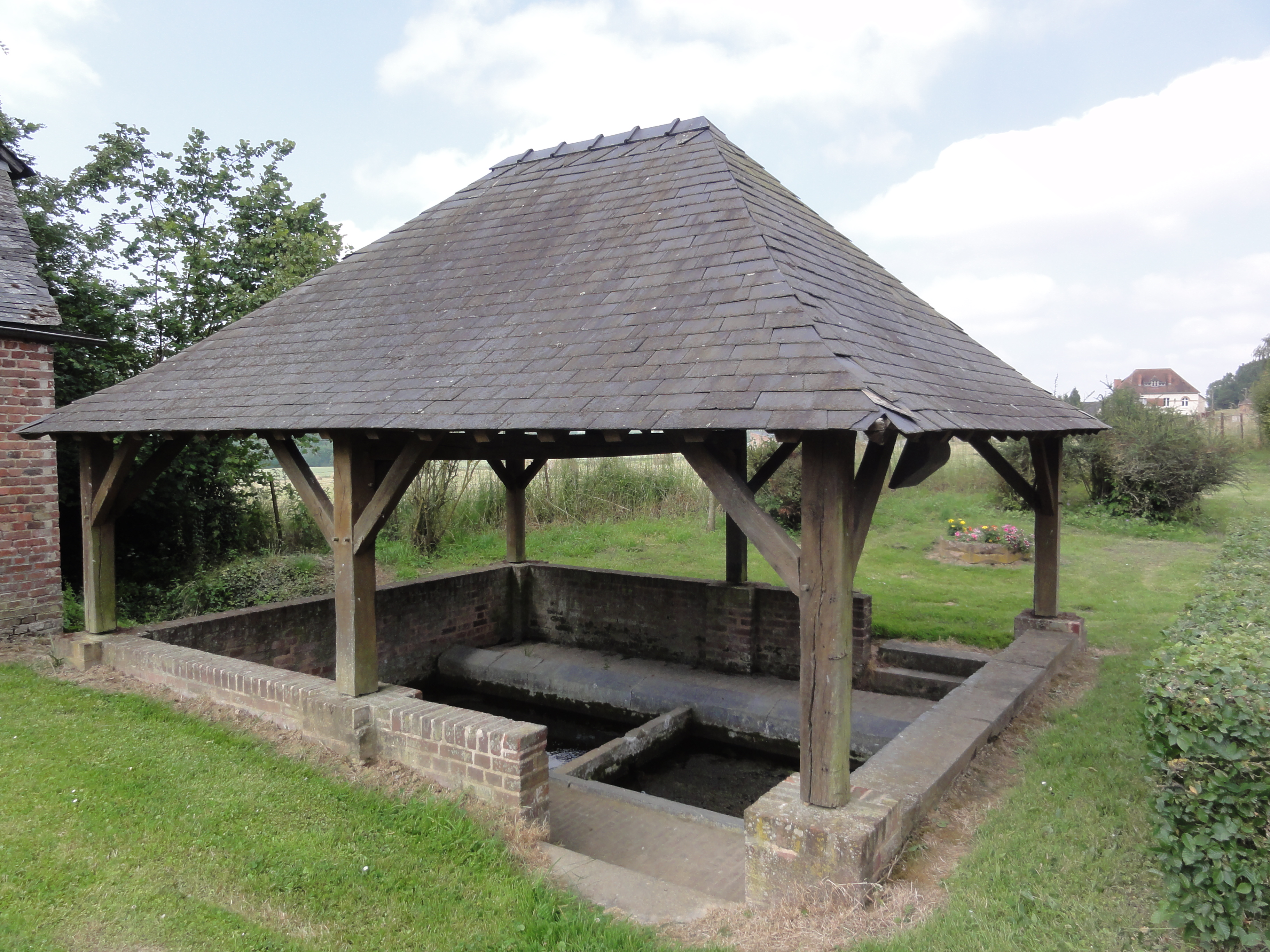
Lavoir.
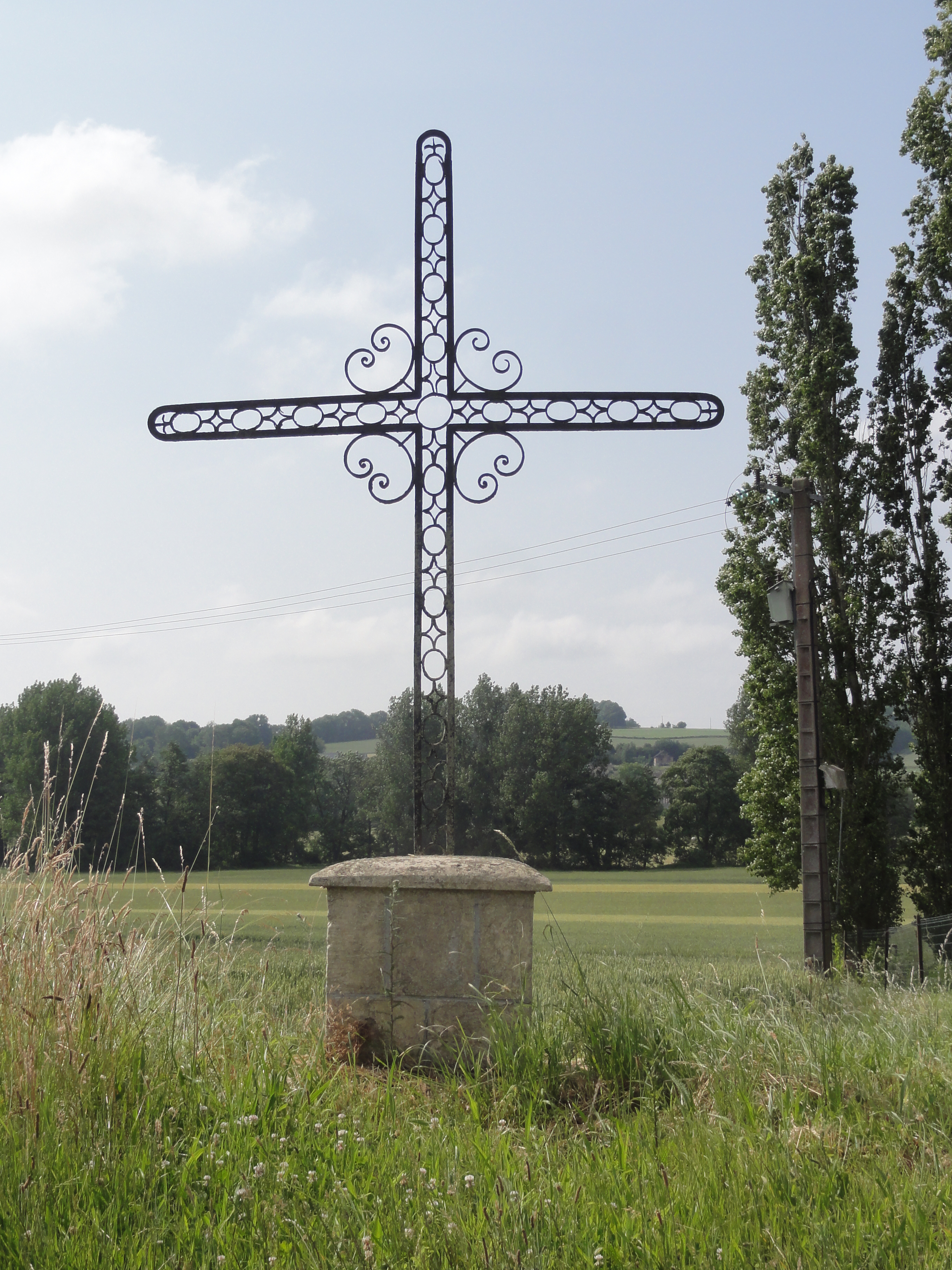
Une des croix de chemin.
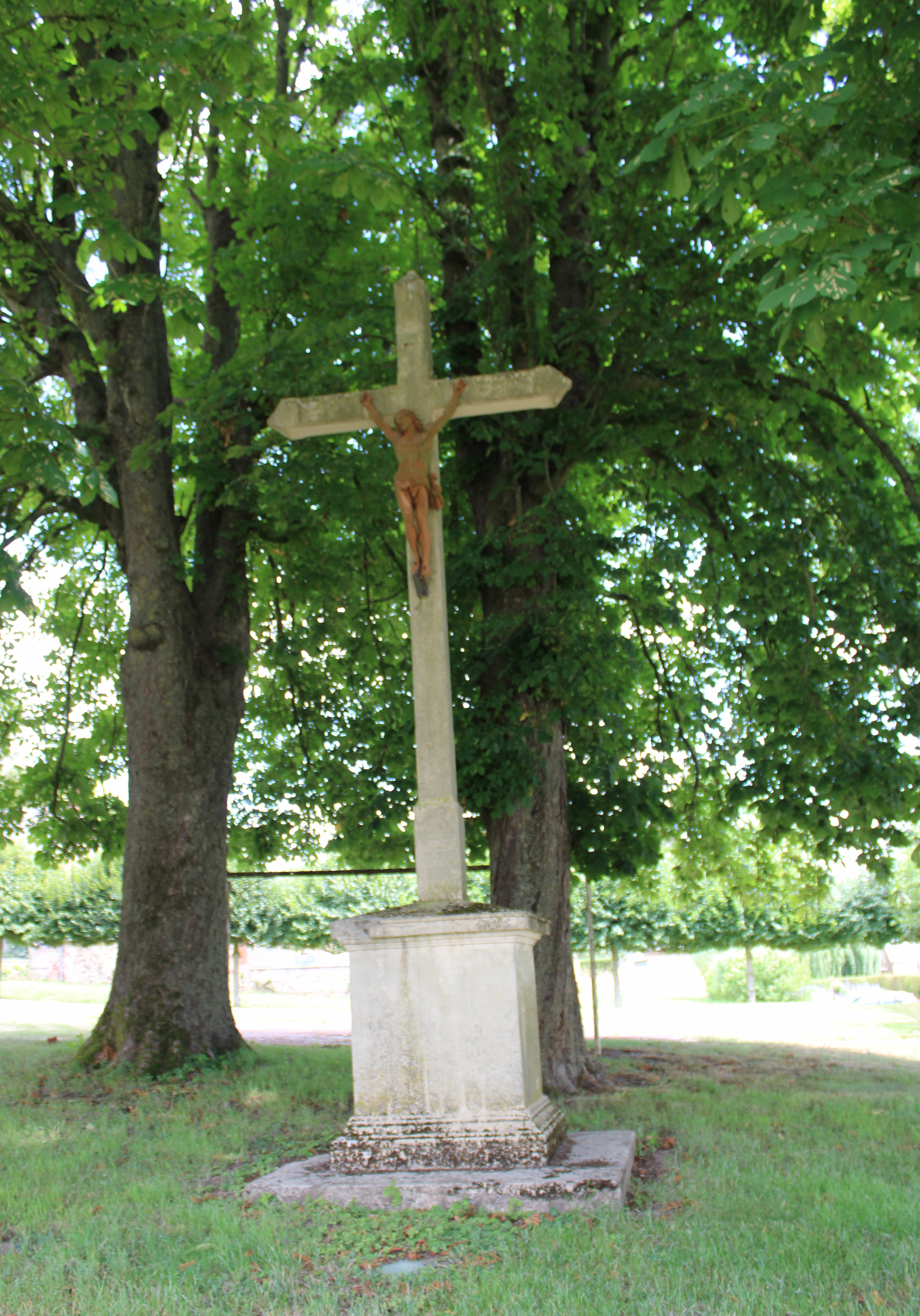
Le calvaire sur la place.